# Itzy
Itzy (hangul: 있지, zapis stylizowany: ITZY) – południowokoreański girlsband kpopowy utworzony przez wytwórnię JYP Entertainment, składający się z pięciu członkiń: Yeji, Lii, Ryujin, Chaeryeong i Yuny. Grupa zadebiutowała 12 lutego 2019 roku singlem It'z Different. Pierwszą nagrodę otrzymały dziewięć dni po debiucie.
Nazwa ich oficjalnego fanklubu to Midzy.

## Historia

### Przed debiutem
Chaeryeong była zawodniczką K-pop Star 3 w 2013 roku. W 2015 roku wzięła udział w reality show Sixteen, jednak nie udało jej się zostać członkiem zwycięskiej grupy dziewcząt, Twice. W 2018 roku Ryujin była uczestniczką reality show Mix Nine. Zajęła pierwsze miejsce w konkursie dla dziewcząt. Zwycięską grupą była jednak drużyna chłopięca, więc Ryujin nie debiutowała. Yeji była zawodniczką w show pod tytułem The Fan, ale została wyeliminowana w odcinku 5. Wszystkie członkinie, z wyjątkiem Lii, pojawiły się w reality show Mnet'u Stray Kids jako grupa projektowa przeciwko grupie Stray Kids w 2017 roku.

### 2019: Debiut zIt’z DifferentiIt’z Icy
21 stycznia 2019 JYP Entertainment ogłosiło, że zadebiutuje nową grupę dziewczęcą, będącą pierwszą z wytwórni od czasu debiutu Twice w 2015 roku. Tego samego dnia utworzono oficjalne konto grupy na YouTube, a oficjalny kanał wytwórni udostępnił zwiastun filmu przedstawiającego pięć członkiń.
12 lutego grupa wydała swój debiutancki singiel It’z Different z wiodącym singlem „Dalla Dalla”. Piosenka zawiera elementy z podgatunków EDM, takich jak future house i bass house. Inspirujący tekst został dobrze przyjęty przez publiczność. Grupa ma na swoim koncie jeden z największych debiutów Billboardu na nowym akcie K-popu od lat. Singiel „Dalla Dalla” znalazł się na 3. miejscu na liście sprzedaży cyfrowej piosenki międzynarodowej. Według Nielsen Music, „wzmacniający pewność siebie hymn” uzyskał 2000 pobrań w USA w tygodniu kończącym się 14 lutego, co czyni go najlepiej sprzedającą się piosenką K-popową w Ameryce w danym tygodniu. „Want It?”, piosenka wydana wraz z singlem „Dalla Dalla”, zadebiutowała na 8 miejscu, uzyskując 1000 pobrań. Itzy ma również ogromne znaczenie na liście YouTube, gdyż „Dalla Dalla” zadebiutował na drugim miejscu listy najpopularniejszych utworów na YouTube.
Billboard potwierdził, że teledysk przekroczył 17,1 miliona wyświetleń w ciągu 24 godzin od premiery i pobił rekord najczęściej oglądanego debiutu K-popowego w pierwszych 24 godzinach. 21 lutego, dziewięć dni po debiucie, Itzy otrzymały pierwszą wygraną w programie muzycznym M Countdown i stały się najszybszą grupą dziewcząt, która wygrała swój pierwszy program muzyczny. „Dalla Dalla” jest także rekordzistą najszybszego debiutanckiego teledysku K-popowego, który uzyskał 100 milionów wyświetleń.
Pierwszy minialbum Itzy zatytułowany It’z Icy został wydany 29 lipca 2019 r. wraz z teledyskiem do singla zatytułowanego „Icy”.

### 2020–2021: Trasa koncertowa po Stanach Zjednoczonych i dalszy sukces komercyjny
Itzy rozpoczęły rok od trasy koncertowej po Stanach Zjednoczonych. Pierwszy występ miał miejsce 17 stycznia 2020 roku w Los Angeles.
9 marca 2020 r. został wydany drugi minialbum grupy zatytułowany It’z Me. Znajduje się na nim 7 utworów, w tym singiel o tytule „Wannabe”. Podczas pierwszych 12 godzin od wydania teledysk osiągnął ponad milion polubień w serwisie Youtube.
17 sierpnia 2020 roku Itzy wydały swój trzeci minialbum Not Shy oraz teledysk do głównego singla o tym samym tytule. Album zadebiutował na pierwszym miejscu koreańskiego notowania Gaon Album Chart, sprzedając się w ponad 219 048 egzemplarzy, co było drugim numerem jeden Itzy na tej liście. Grupa promowała „Not Shy” w programach muzycznych, zdobywając pięć zwycięstw.
20 marca 2021 roku Itzy wydały cyfrowy singiel  „Trust Me (Midzy)”, piosenkę dedykowaną swoim fanom, jako część ich pierwszego globalnego livestreamu. 30 kwietnia Itzy wydało swój czwarty minialbum Guess Who oraz główny singiel „In the Morning”. Piosenka zadebiutowała i osiągnęła szczyt na 22. miejscu w notowaniu Billboard Global Excl. U.S., a także na 34. miejscu w notowaniu Global 200, stając się tym samym ich najwyższą pozycją na obu listach. Album zadebiutował na 148. miejscu notowania Billboard 200, co czyni go pierwszym pojawieniem się na liście. Angielska wersja „In the Morning” została wydana 14 maja. 1 września ogłoszono, że Itzy zadebiutują w Japonii pod Warner Japan z minialbumem What'z Itzy. 24 września Itzy wydały swój pierwszy album studyjny Crazy in Love oraz główny singiel „Loco”. Album został certyfikowany platyną przez KMCA w listopadzie 2021 roku za sprzedaż ponad 250 000 egzemplarzy oraz 2x platyną w lutym 2022 roku za sprzedaż ponad 500 000 egzemplarzy. 22 grudnia 2021 roku grupa wydała japoński album kompilacyjny zatytułowany It'z Itzy.

### 2022–2024: międzynarodowe przedsięwzięcia
10 lutego 2022 roku Billboard poinformował, że Republic Records i JYP Entertainment rozszerzyli swoje strategiczne partnerstwo o Itzy, które początkowo obejmowało tylko Twice. 6 kwietnia Itzy wydały swój pierwszy japoński singiel „Voltage”. 15 lipca Itzy wydały swój piąty minialbum Checkmate i jego główny singiel „Sneakers”. Ogłoszono również, że wyruszą w swoją pierwszą światową trasę koncertową, Checkmate World Tour, z pierwszymi występami w Seulu 6 i 7 sierpnia. 5 października Itzy wydały swój drugi japoński singiel „Blah Blah Blah”, a pierwszy anglojęzyczny singiel „Boys Like You” 21 października. 30 listopada Itzy wydały swój szósty minialbum Cheshire i jego główny singiel o tym samym tytule.
31 lipca 2023 roku Itzy wydały swój siódmy minialbum Kill My Doubt i jego główny singiel „Cake”. Przedpremierowo ukazały się teledyski do piosenek „Bet on Me” oraz „None of My Business”, 3 i 24 lipca. Japoński album zatytułowany Ringo został wydany 18 października.
18 września 2023 roku JYP Entertainment ogłosiło, że Lia będzie miała przerwę ze względu na stany lękowe.
8 stycznia 2024 roku Itzy wydały swój drugi album studyjny, Born to Be, wraz z singlem „Untouchable”. Album zawiera pierwsze solowe utwory każdej z członkiń grupy, w tym Lia, która aktualnie przebywa na przerwie podczas premiery albumu. 26 stycznia 2024 roku ogłoszono, że Itzy wyruszy w drugą światową trasę koncertową Born to Be, która rozpocznie się w Seulu 24 i 25 lutego na stadionie Jamsil Indoor Stadium.

## Członkowie
| Pseudonim   | Pseudonim | Prawdziwe imię  | Prawdziwe imię | Pozycje                                                             | Data urodzenia        |
| Latynizacja | Hangul    | Latynizacja     | Hangul         | Pozycje                                                             | Data urodzenia        |
| ----------- | --------- | --------------- | -------------- | ------------------------------------------------------------------- | --------------------- |
| Yeji        | 예지      | Hwang Ye-ji     | 황예지         | liderka, główna tancerka, wokalistka prowadząca, raperka prowadząca | 26 maja 2000(dts)     |
| Lia         | 리아      | Choi Ji-su      | 최지수         | główna wokalistka                                                   | 21 lipca 2000(dts)    |
| Ryujin      | 류진      | Shin Ryu-jin    | 신류진         | główna raperka, tancerka prowadząca, wokalistka                     | 17 kwietnia 2001(dts) |
| Chaeryeong  | 채령      | Lee Chae-ryeong | 이채령         | główna tancerka, wokalistka prowadząca, raperka                     | 5 czerwca 2001(dts)   |
| Yuna        | 유나      | Shin Yu-na      | 신유나         | tancerka prowadząca, raperka prowadząca, wokalistka, maknae         | 9 grudnia 2003(dts)   |

## Dyskografia

### Albumy studyjne
| Rok        | Dane dot. albumu                                                                                             | Najwyższa pozycja | Najwyższa pozycja | Najwyższa pozycja | Najwyższa pozycja | Najwyższa pozycja | Sprzedaż                                     |
| Rok        | Dane dot. albumu                                                                                             | KOR (Circle)      | JPN (Oricon)      | JPN Hot           | US                | US World Albums   | Sprzedaż                                     |
| Koreańskie | Koreańskie                                                                                                   | Koreańskie        | Koreańskie        | Koreańskie        | Koreańskie        | Koreańskie        | Koreańskie                                   |
| ---------- | --- | ----------------- | ----------------- | ----------------- | ----------------- | ----------------- | -------------------------------------------- |
| 2021       | Crazy in Love - Wydany: 24 września 2021 - Wytwórnia: JYP Entertainment - Format: CD, digital download       | 1                 | 8                 | 34                | 11                | 1                 | - KOR: 608 345+ - US: 22 000+ - JPN: 24 115+ |
| 2024       | Born to Be - Wydany: 8 stycznia 2024 - Wytwórnia: JYP Entertainment, Republic - Format: CD, digital download | 1                 | 22                | 30                | –                 | 14                | - KOR: 516 557+ - JPN: 1946                  |
| Japońskie  | |                   |                   |                   |                   |                   |                                              |
| 2023       | Ringo - Wydany: 18 października 2023 - Wytwórnia: Warner Music Japan - Format: CD, CD+DVD, digital download  | –                 | 7                 | 5                 | –                 | –                 | - JPN: 21 778+                               |

### Minialbumy
| Rok  | Dane dot. albumu                                                                                              | Najwyższa pozycja | Najwyższa pozycja | Najwyższa pozycja | Najwyższa pozycja | Najwyższa pozycja | Najwyższa pozycja | Sprzedaż                                     |
| Rok  | Dane dot. albumu                                                                                              | KOR (Circle)      | JPN (Oricon)      | JPN Hot           | POL               | US                | US World Albums   | Sprzedaż                                     |
| ---- | --- | ----------------- | ----------------- | ----------------- | ----------------- | ----------------- | ----------------- | -------------------------------------------- |
| 2019 | It’z Icy - Wydany: 29 lipca 2019 - Wytwórnia: JYP Entertainment - Format: CD, digital download                | 3                 | 12                | 32                | –                 | –                 | 11                | - KOR: 144 860+ - JPN: 5068                  |
| 2020 | It'z Me - Wydany: 9 marca 2020 - Wytwórnia: JYP Entertainment - Format: CD, digital download                  | 1                 | 13                | 37                | 27                | –                 | 5                 | - KOR: 144 672+                              |
| 2020 | Not Shy - Wydany: 17 sierpnia 2020 - Wytwórnia: JYP Entertainment - Format: CD, digital download              | 1                 | 8                 | 73                | 23                | –                 | 8                 | - KOR: 206 280+ - JPN: 7334+                 |
| 2021 | Guess Who - Wydany: 30 kwietnia 2021 - Wytwórnia: JYP Entertainment - Format: CD, digital download            | 2                 | 6                 | 18                | –                 | 148               | 2                 | - KOR: 330 070+ - JPN: 1907+                 |
| 2022 | Checkmate - Wydany: 15 lipca 2022 - Wytwórnia: JYP Entertainment, Republic - Format: CD, digital download     | 1                 | 10                | 47                | 9                 | 8                 | 1                 | - KOR: 1 025 434+ - US: 31 000+              |
| 2022 | Cheshire - Wydany: 30 listopada 2022 - Wytwórnia: JYP Entertainment, Republic - Format: CD, digital download  | 1                 | 10                | 39                | –                 | 25                | 2                 | - KOR: 1 003 533+ - JPN: 5301+               |
| 2023 | Kill My Doubt - Wydany: 31 lipca 2023 - Wytwórnia: JYP Entertainment, Republic - Format: CD, digital download | 1                 | 22                | 29                | 14                | 23                | 2                 | - KOR: 1 288 725+ - JPN: 4842+ - US: 23 000+ |

### Kompilacje
| Rok  | Dane dot. albumu                                                                                   | Najwyższa pozycja | Sprzedaż       |
| Rok  | Dane dot. albumu                                                                                   | JPN (Oricon)      | Sprzedaż       |
| ---- | -------------------------------------------------------------------------------------------------- | ----------------- | -------------- |
| 2021 | It'z Itzy - Wydany: 22 grudnia 2021 - Wytwórnia: Warner Music Japan - Format: CD, digital download | 4                 | - JPN: 30 740+ |

### Single
| Rok        | Tytuł                      | Najwyższa pozycja | Najwyższa pozycja | Najwyższa pozycja | Najwyższa pozycja | Najwyższa pozycja | Najwyższa pozycja | Najwyższa pozycja | Sprzedaż         | Album          |
| Rok        | Tytuł                      | KOR               | KOR               | JPN (Oricon)      | JPN Hot           | NZ Hot            | US World          | WW                | Sprzedaż         | Album          |
| Rok        | Tytuł                      | Circle            | Songs             | JPN (Oricon)      | JPN Hot           | NZ Hot            | US World          | WW                | Sprzedaż         | Album          |
| ---------- | -------------------------- | ----------------- | ----------------- | ----------------- | ----------------- | ----------------- | ----------------- | ----------------- | ---------------- | -------------- |
| 2019       | „Dalla Dalla” (달라달라)   | 2                 | 2                 | –                 | 31                | 20                | 2                 | –                 | - US: 2000       | It’z Different |
| 2019       | „Icy”                      | 10                | 1                 | –                 | 34                | –                 | 7                 | –                 | dane niedostępne | It’z Icy       |
| 2020       | „Wannabe”                  | 6                 | 2                 | –                 | 23                | 22                | 4                 | –                 | dane niedostępne | It'z Me        |
| 2020       | „Not Shy”                  | 9                 | 4                 | –                 | 18                | 16                | 8                 | 124               | dane niedostępne | Not Shy        |
| 2021       | „마.피.아. In the morning" | 10                | 7                 | –                 | 36                | 12                | 3                 | 34                | dane niedostępne | Guess Who      |
| 2021       | „Loco”                     | 26                | 27                | –                 | 46                | 13                | 4                 | 44                | dane niedostępne | Crazy in Love  |
| 2022       | „Sneakers”                 | 5                 | 1                 | –                 | 62                | 36                | –                 | 71                | dane niedostępne | Checkmate      |
| 2022       | „Cheshire”                 | 89                | 23                | –                 | –                 | –                 | –                 | –                 | dane niedostępne | Cheshire       |
| 2023       | „Cake”                     | 25                | –                 | –                 | –                 | –                 | –                 | –                 | dane niedostępne | Kill My Doubt  |
| 2024       | „Untouchable”              | 93                | –                 | –                 | –                 | –                 | 8                 | –                 | dane niedostępne | Born to Be     |
| Japońskie  |                            |                   |                   |                   |                   |                   |                   |                   |                  |                |
| 2022       | „Voltage”                  | –                 | –                 | 3                 | 16                | –                 | –                 | –                 | - JPN: 36 678    | Ringo          |
| 2022       | „Blah Blah Blah”           | –                 | –                 | 3                 | 11                | –                 | –                 | –                 | - JPN: 32 634    | Ringo          |
| 2023       | „Ringo”                    | –                 | –                 | –                 | –                 | –                 | –                 | –                 | dane niedostępne | Ringo          |
| Angielskie |                            |                   |                   |                   |                   |                   |                   |                   |                  |                |
| 2022       | „Boys Like You”            | –                 | –                 | –                 | –                 | –                 | –                 | –                 | dane niedostępne | Cheshire       |

### Pozostałe utwory notowane
| Rok  | Tytuł      | Najwyższa pozycja | Najwyższa pozycja | Sprzedaż   | Album          |
| Rok  | Tytuł      | KOR               | US World          | Sprzedaż   | Album          |
| ---- | ---------- | ----------------- | ----------------- | ---------- | -------------- |
| 2019 | „Want It?” | –                 | 8                 | - US: 1000 | It’z Different |
| 2019 | „Cherry”   | –                 | 23                | –          | It’z Icy       |
| 2021 | „Swipe”    | –                 | 23                | –          | Crazy in Love  |

### Teledyski
| Rok  | Nazwa                             | Album                  | Wydawca                          |
| ---- | --------------------------------- | ---------------------- | -------------------------------- |
| 2019 | „DALLA DALLA”                     | IT’z Different         | Naive Creative Production        |
| 2019 | „ICY”                             | IT’z ICY               | Naive Creative Production        |
| 2020 | „WANNABE”                         | IT'z ME                | Naive Creative Production        |
| 2020 | „Not Shy”                         | Not Shy                | Naive Creative Production        |
| 2021 | „Not Shy” (English Ver.) w Zepeto | Not Shy (English Ver.) | nieznany                         |
| 2021 | „마.피.아. In the morning"        | GUESS WHO              | Bang Jae-yeob                    |
| 2021 | „LOCO"                            | CRAZY IN LOVE          | Rigend Film                      |
| 2021 | „SWIPE"                           | CRAZY IN LOVE          | Ha Jeonghoon (SUSHIVISUAL)       |
| 2021 | „WANNABE" (Japanese ver.)         | IT'z ITZY              | Naive Creative Production        |
| 2021 | „LOCO” (Japanese ver.)            | IT'z ITZY              | Rigend Film                      |
| 2022 | „Voltage”                         | Ringo                  | Naive Creative Production        |
| 2022 | „#Twenty”                         | CRAZY IN LOVE          | kinotaku                         |
| 2022 | „Sneakers”                        | Checkmate              | 725 (SL8 Visual Lab)             |
| 2022 | „Blah Blah Blah”                  | Ringo                  | Naive Creative Production        |
| 2022 | „Boys Like You”                   | Cheshire               | Hat Trick                        |
| 2022 | „Cheshire”                        | Cheshire               | 725 (SL8 Visual Lab)             |
| 2023 | „Bet on Me”                       | Kill My Doubt          | Naive Creative Production        |
| 2023 | „None of My Business”             | Kill My Doubt          | Edie Ko (Ko Yoojeong)            |
| 2023 | „Cake”                            | Kill My Doubt          | Rima Yoon, DJ Jang (Rigend Film) |
| 2023 | „Ringo”                           | Ringo                  | nieznany                         |

## Filmografia

### Programy rozrywkowe
| Rok  | Nazwa       | Sieć                           |
| ---- | ----------- | ------------------------------ |
| 2019 | Itzy? Itzy! | Naver TV Cast, V Live, YouTube |
| 2019 | I See Itzy  | Naver TV Cast, V Live, YouTube |

## Nagrody i nominacje

### Koreańskie

#### Asia Artist Awards
| Rok  | Kategoria                 | Nominowany | Wynik     |
| ---- | ------------------------- | ---------- | --------- |
| 2019 | Popularity Award – Singer | Itzy       | Nominacja |

#### Genie Music Awards
| Rok  | Kategoria                    | Nominowany | Wynik     |
| ---- | ---------------------------- | ---------- | --------- |
| 2019 | The Top Artist               | Itzy       | Nominacja |
| 2019 | The Female New Artist        | Itzy       | Wygrana   |
| 2019 | Genie Music Popularity Award | Itzy       | Nominacja |
| 2019 | Global Popularity Award      | Itzy       | Nominacja |

#### Mnet Asian Music Awards
| Rok  | Kategoria                     | Nominowany | Wynik      |
| ---- | ----------------------------- | ---------- | ---------- |
| 2019 | Artist of the Year            | Itzy       | Nominowany |
| 2019 | Best New Female Artist        | Itzy       | Nominowany |
| 2019 | Worldwide Fans' Choice Top 10 | Itzy       | Nominowany |

#### Soribada Best K-Music Awards
| Rok  | Kategoria                        | Nominowany | Wynik     |
| ---- | -------------------------------- | ---------- | --------- |
| 2019 | The Favorite Female Artist Award | Itzy       | Nominacja |
| 2019 | The Rookie Award                 | Itzy       | Wygrana   |

### Programy muzyczne

#### Music Bank
| Rok  | Data        | Piosenka      |
| ---- | ----------- | ------------- |
| 2019 | 8 marca     | „Dalla Dalla” |
| 2019 | 15 marca    | „Dalla Dalla” |
| 2019 | 16 sierpnia | „Icy”         |
| 2019 | 23 sierpnia | „Icy”         |

#### M Countdown
| Rok  | Data        | Piosenka      |
| ---- | ----------- | ------------- |
| 2019 | 21 lutego   | „Dalla Dalla” |
| 2019 | 7 marca     | „Dalla Dalla” |
| 2019 | 8 sierpnia  | „Icy”         |
| 2019 | 22 sierpnia | „Icy”         |

#### Inkigayo
| Rok  | Data        | Piosenka      |
| ---- | ----------- | ------------- |
| 2019 | 24 lutego   | „Dalla Dalla” |
| 2019 | 3 marca     | „Dalla Dalla” |
| 2019 | 10 marca    | „Dalla Dalla” |
| 2019 | 11 sierpnia | „Icy”         |
| 2019 | 25 sierpnia | „Icy”         |

#### Show! Music Core
| Rok  | Data        | Piosenka      |
| ---- | ----------- | ------------- |
| 2019 | 23 lutego   | „Dalla Dalla” |
| 2019 | 9 marca     | „Dalla Dalla” |
| 2019 | 10 sierpnia | „Icy”         |
| 2019 | 17 sierpnia | „Icy”         |
| 2019 | 24 sierpnia | „Icy”         |

#### Show Champion
| Rok  | Data        | Piosenka |
| ---- | ----------- | -------- |
| 2019 | 7 sierpnia  | „Icy”    |
| 2019 | 14 sierpnia | „Icy”    |
| 2019 | 21 sierpnia | „Icy”    |

### Inne nagrody
| Rok                      | Kategoria                      | Nominowany | Rezultat   |
| ------------------------ | ------------------------------ | ---------- | ---------- |
| V Live Awards            |                                |            |            |
| 2019                     | The Most Loved Artist          | Itzy       | Nominowany |
| 2019                     | Global Rookie Top 5            | Itzy       | Wygrana    |
| Brand of the Year Awards |                                |            |            |
| 2019                     | Female Rookie Idol of the Year | Itzy       | Wygrana    |
| MTV Europe Music Awards  |                                |            |            |
| 2019                     | Best Korean Act                | Itzy       | Nominowany |